# Przebędowo (przystanek kolejowy w województwie wielkopolskim)
Przebędowo – przystanek osobowy w Przebędowie, w woj. wielkopolskim, w Polsce. Przystanek został uruchomiony 13 grudnia 2015. Na przystanku zatrzymują się pociągi relacji Poznań Główny – Gołańcz obsługiwane przez Koleje Wielkopolskie.

## Ruch pasażerski
| Rok  | Wymiana pasażerska na dobę |
| ---- | -------------------------- |
| 2017 | 20-49                      |
| 2022 | 100-199                    |